# Halterofília als Jocs Olímpics d'estiu de 1904
Als Jocs Olímpics de 1904 realitzats a Saint Louis (Estats Units d'Amèrica) es disputaren dues proves d'halterofília, ambdues en categoria masculina. Les proves es realitzaren entre els dies 1 i 3 de setembre de 1904.

## Resum de medalles

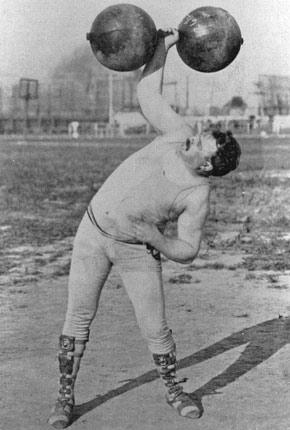
Frederick Winters aixecant el pes amb una mà.

| Prova                   | Or               | Argent            | Bronze       |
| A dues mans detalls     | Periklís Kakusis | Oscar Osthoff     | Frank Kugler |
| Concurs complet detalls | Oscar Osthoff    | Frederick Winters | Frank Kugler |

## Medaller
| Posició | País         | Or | Argent | Bronze | Total |
| 1       | Estats Units | 1  | 2      | 2      | 5     |
| 2       | Grècia       | 1  | 0      | 0      | 1     |